# 벌링턴 하우스

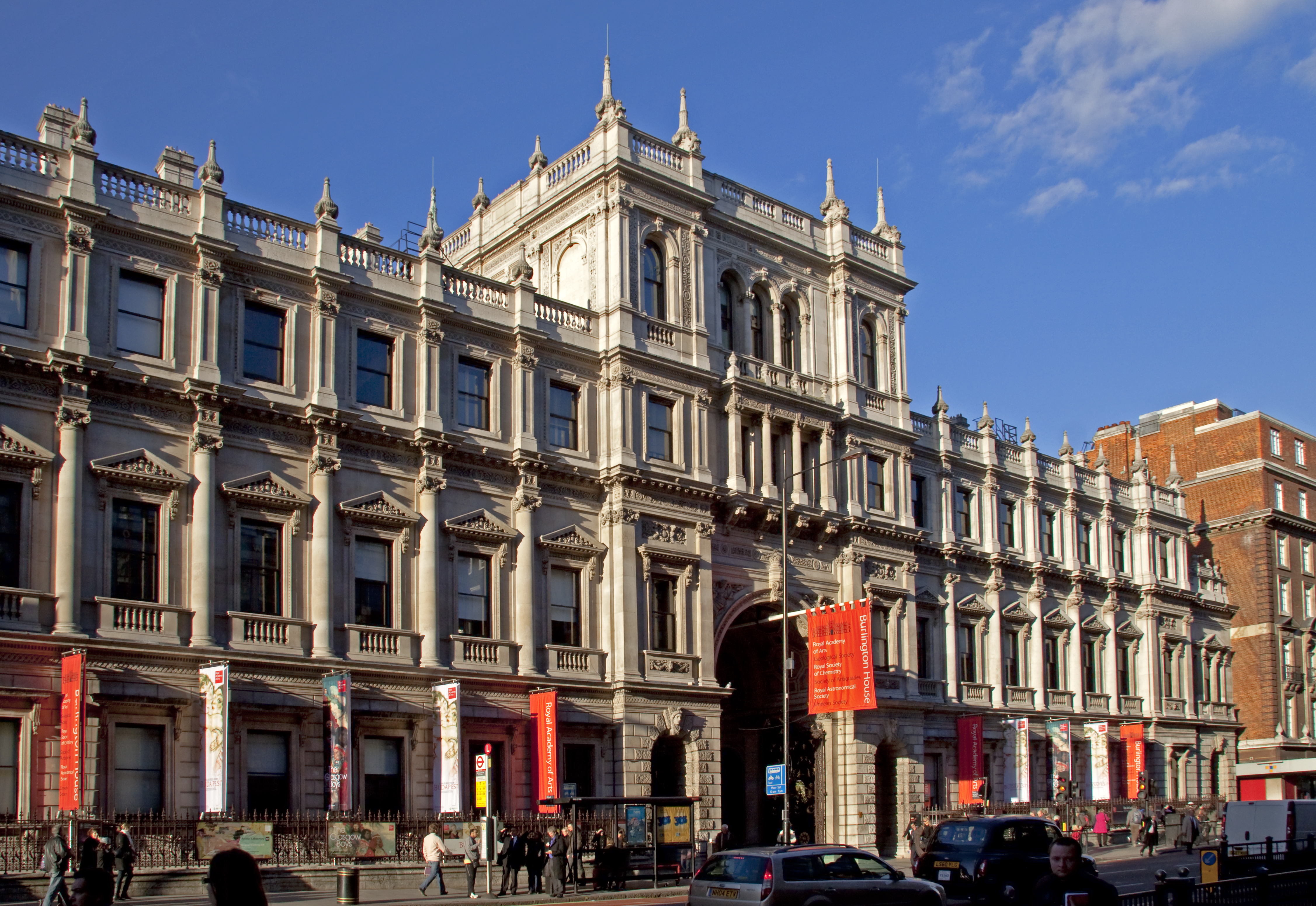
벌링턴 하우스 (2010년)

벌링턴 하우스(영어: Burlington House)는 잉글랜드 런던 메이페어 피카딜리에 있는 건물이다. 원래 벌링턴 백작 가문의 팔라디오 건축 형식의 사저였던 것을 19세기 중반에 영국 정부가 구입 후 확장했다.
중심 건물은 안뜰 북쪽에 있는 왕립예술원이며, 왕립예술원의 미술 전시회 장소로 일반 대중에게 잘 알려져 있다. 안뜰의 동서 양측과 남단에 있는 피카딜리 윙은 5개 학회가 차지하고 있다. 이 협회는 "안뜰 협회"(the Courtyard Societies)로 알려져 있으며 다음과 같다.
- 런던 지질학회 (Geological Society of London) - (피카딜리/이스트 윙)
- 런던 린네 학회 (Linnean Society of London) - (피카딜리/웨스트 윙)
- 왕립천문학회 (Royal Astronomical Society) - (웨스트 윙)
- 런던 고고학회 (Society of Antiquaries of London) - (웨스트 윙)
- 왕립화학회 (Royal Society of Chemistry) - (이스트 윙)

건물은 1970년 2월부터 잉글랜드 국가 유산 목록에 2등급*(Grade II*)으로 등재되었다.